# Bizon american
Bizonul american (Bison bison) este o specie de bizon răspândită în America de Nord. 